# Герб Сергіївки (селища)
Герб Сергі́ївки — офіційний геральдичний символ смт Сергіївка Одеської області. Затверджений 10 червня 2011 року рішенням № 123 сесії Сергіївської селищної ради.

## Опис
У лазуровому щиті золотий човен із трьома срібними вітрилами, супроводжуваний в правому верхньому кутку золотим сонцем без зображення обличчя з такими ж променями, в лівому верхньому кутку — срібною чайкою. У чорній хвилястій базі, завершеній сріблом, золота раковина. Щит вписаний в золотий декоративний картуш і увінчаний срібною міською короною.